# Aspidoscelis sackii
Aspidoscelis sackii (плямистий батогохвіст Зака) — вид ящірок родини теїдових (Teiidae). Ендемік Мексики. Вид названий на честь німецького дослідника Альберта фон Зака.

## Підвиди
Виділяють три підвиди:
- Aspidoscelis sackii sackii (Wiegmann, 1834);
- Aspidoscelis sackii bocourti (Boulenger, 1885);
- Aspidoscelis sackii gigas (Davis & H.M. Smith, 1952).

## Поширення і екологія
Плямисті батогохвости Зака поширені від південно-східної Пуебли до центральної Оахаки і Бальсаса в Мічоакані. Вони живуть в напівпустельних чагарниках і тропічних сухих лісах, на висоті від 800 до 1500 м над рівнем моря.